# Luke Slater

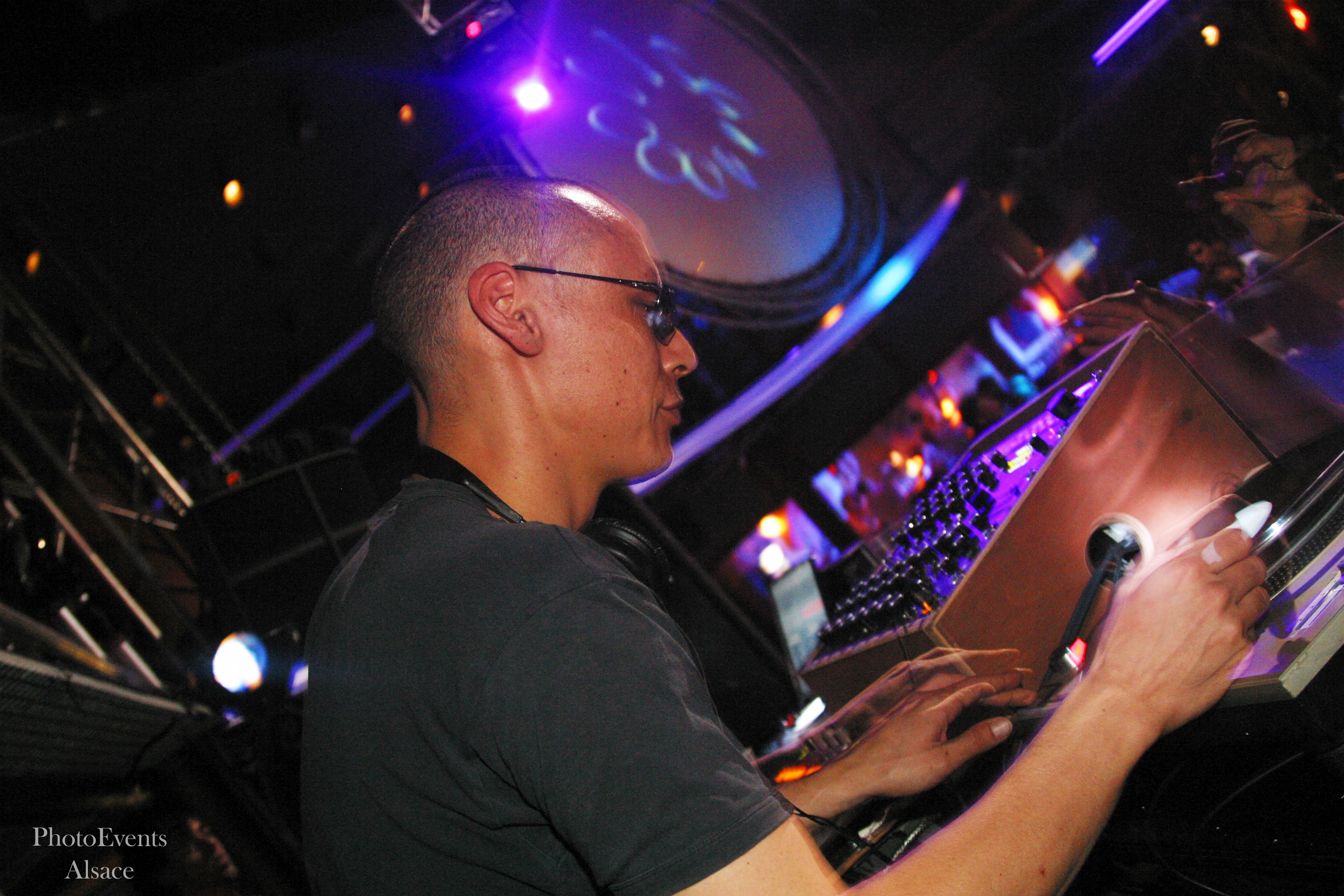
Luke Slater, 2002

Luke Slater (* 12. Juni 1968 in Reading, England) ist ein britischer Technomusiker und DJ.

## Leben
Ab Ende der 1980er Jahre war er als DJ in verschiedenen Londoner Clubs tätig. Slaters erste eigene Aufnahme wurde 1989 unter dem Pseudonym Momentary Vision veröffentlicht. Seither veröffentlicht Slater seine Arbeiten bei diversen Plattenlabeln, oft unter Verwendung verschiedener Pseudonyme. So erscheinen seine unter dem Pseudonym Planetary Assault Systems produzierten Aufnahmen auf dem britischen Label Peacefrog Records. Als Clementine veröffentlicht er seine Arbeiten bei dem Label Djax Records. Bei dem Label Novamute benutzt er seinen eigenen Namen.
Neben seinen eigenen Produktionen ist Slater auch als Remixer tätig, der unter anderem Werke von Depeche Mode, Madonna, Ken Ishii, Alter Ego, Slam, Ballistic Brothers, Joey Beltram, Kenny Larkin, Newcleus und vielen weiteren Künstlern neu bearbeitet hat.
Im März 2006 gründete Luke Slater sein eigenes Label Mote-Evolver. Erste Veröffentlichung war eine Aufnahme unter dem Pseudonym Planetary Assault Systems als Schallplatte im 12-Inch-Format.
Von April bis Ende Mai 2008 veranstaltete Slater einen internationalen Remix-Wettbewerb auf dem Netlabel FOEM, an welchem hunderte Musiker aus der ganzen Welt teilnahmen. Hauptpreis war eine Veröffentlichung des Sieger-Remixes beim Label Mote-Evolver, die bisher aber noch nicht erschienen ist.
Nach langer Verbundenheit durch seine Tätigkeit als Resident-DJ im Berliner Berghain erschien im Juni 2009 sein neues Album unter dem Alias Planetary Assault Systems auf dem Berghain-Label Ostgut Ton.
Nach der Zusammenarbeit mit Nadja Saidakova, der ersten Solo-Tänzerin des Staatsballetts Berlin und dem Berghain zu „Shut Up And Dance! Updated“ im Jahre 2007, haben Slater und Saidakova auch 2009 erneut für das Projekt „Egopoint“ zusammengearbeitet. Egopoint wurde von Saidakova choreografiert, während Slater unter seinem Pseudonym The 7th Plain die Musik komponierte.

## Alben
- X-Tront Vol. 1 (1992)
- X-Tront Vol. 2 (1993)
- 92-94 (1997)
- Freek Funk (1997)
- Wireless (1999)
- Alright On Top (2002)